# Gustavus (cavalo)
Gustavus (1818 – 1840) foi um cavalo de corrida puro-sangue que venceu o Derby de Epsom em 1821. Gustavus foi o primeiro cavalo cinza a vencer o Epsom Derby. Ele correu até aos quatro anos de idade e foi aposentado para a procriação em 1823. Gustavus foi exportado para a Prússia em 1836, aos 18 anos. Gustavus não era um cavalo reprodutor de sucesso.

## Antecedentes
Gustavus foi expulso em 1818 no Hampton Court Stud. Gustavus foi criado pelo príncipe regente e foi gerado pela eleição do vencedor de 1807 no Derby. A eleição foi um cavalo de corrida bem-sucedido que foi criado pelo conde de Egremont e foi comprado pelo príncipe de Gales após sua carreira nas corridas para ficar em Hampton Court. A sua mãe, Lady Grey, foi criada pelo coronel Childers na Cantley House em Yorkshire e foi uma das famosas "meia dúzia de éguas cinzentas" do príncipe que estavam alojadas em Hampton-Court. O pai de Lady Grey, Stamford, era irmão mais velho dos vencedores do Epsom Derby, Paris e Arquiduque .
Além de criar cavalos de corrida, o príncipe também criou puros-sangue cinzentos que seriam "suficientemente poderosos para sua própria equitação" com Lady Grey adquirida especificamente para esse fim. Gustavus tinha um ano e o príncipe não achava que ele seria um cavalo adequado.  Gustavus foi vendido ao Sr. Hunter por 25 guinéis com um ano de idade. Segundo informações, Hunter estava insatisfeito com a compra e tentou vender o "shabby little grey" com prejuízo de 15 guinéis, mas não conseguiu encontrar um comprador para o potro.  Gustavus foi contratado por Hunter e correu no seu nome por toda a sua carreira.

## Carreira de corrida
Gustavus foi treinado na Six-Mile Bottom em Newmarket pela Crouch. Gustavus correu pela primeira vez aos dois anos de idade para as apostas de julho. O Derby foi sua vitória mais significativa e ele correu até aos quatro anos de idade, vencendo sete corridas em 14 partidas. Foi aposentado em 1823.

### 1820: temporada de dois anos
O primeiro início de carreira de Gustavus ocorreu em 10 de julho na Reunião de julho em Newmarket para as Estacas de julho. Gustavus ganhou a corrida pela metade a duração de um potro sem nome por Soothsayer e sete outros cavalos, ganhando 1.950 guinéis. A corrida para as Estacas de Julho foi o início de Gustavus aos dois anos de idade.

### 1821: temporada de três anos

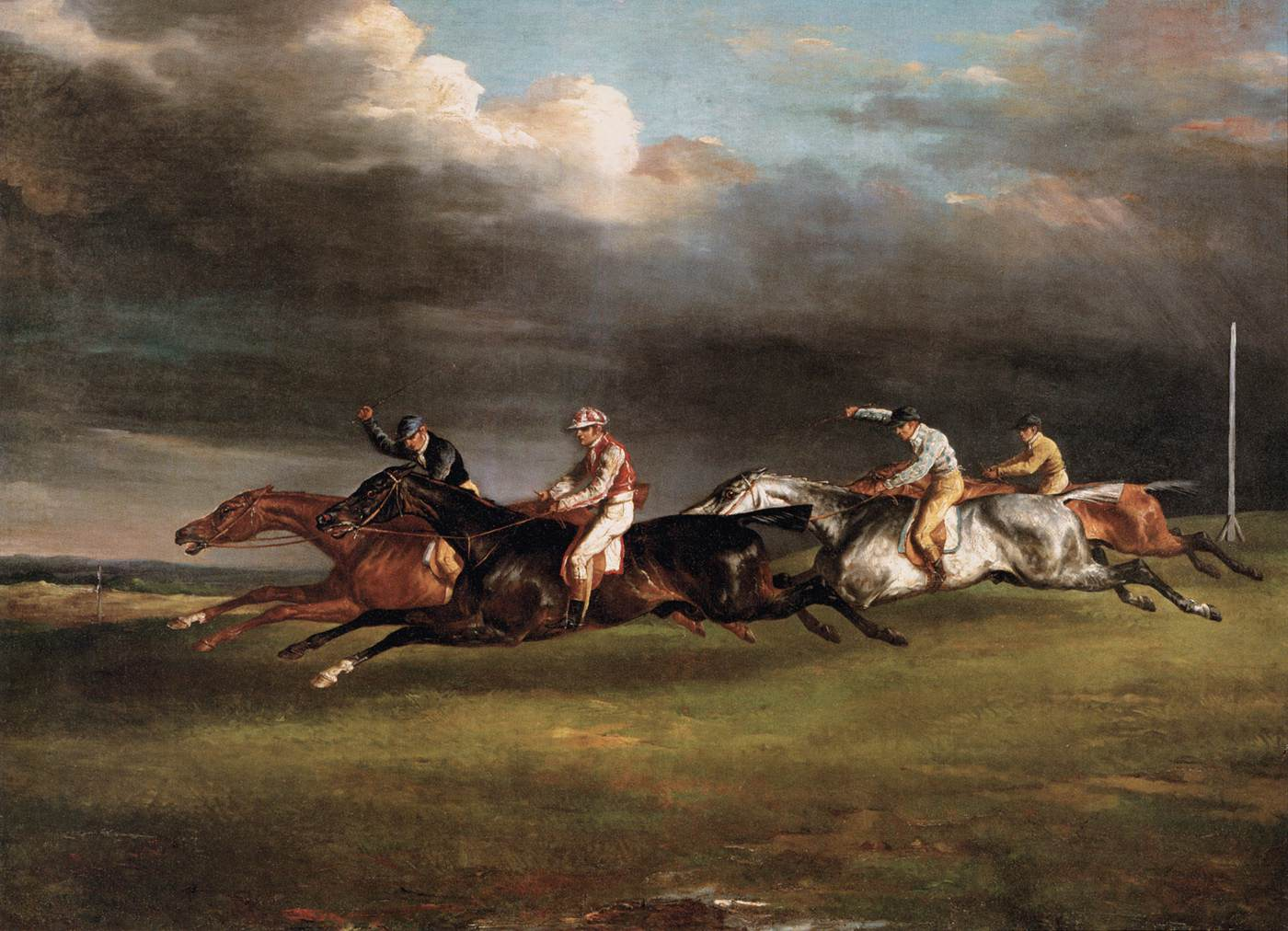
Gustavus (terceiro da esquerda), atrás do pioneiro Reginald no Epsom Derby de 1821, em uma pintura de Théodore Géricault.

Na primeira reunião da primavera em Newmarket, em maio, Gustavus venceu as Estacas Newmarket, derrotando os potros Tressilian e Fleur de Lis.
No seu segundo começo de temporada, Gustavus correu nas Derby Stakes em Epsom contra um campo de doze outros cavalos. Gustavus foi o favorito das apostas para a corrida, iniciando a corrida com 2 a 1 ou 7,5 a 4 chances, dependendo da operação de apostas . O potro Reginald do duque de Grafton (o vencedor das 2.000 estacas da Guiné ) assumiu a liderança e "correu" com Gustavus iniciando "alguma brincadeira" com Reginald em Tattenham Corner  e os dois cavalos "trabalharam juntos de ponta a ponta no Derby, como se fosse uma partida ". Gustavus foi montado por Sam Day e o jóquei de Reginald foi Francis Buckle. O "nervo de Buckle acabou" enquanto Day "se mantinha próximo de suas circunferências", permitindo a Gustavus ultrapassar Reginald no trecho final e vencer a corrida pela metade do comprimento. Reginald terminou em segundo e o potro Sir Huldibrand em terceiro.  Day descreveu o acabamento graficamente: "Entramos e saímos para todo o mundo como um cachorro em uma feira".  Gustavus foi o primeiro cavalo cinza a vencer o Derby e um dos únicos quatro cavalos cinzentos a vencer o evento. Hunter supostamente ganhou "uma quantia muito considerável" apostando em Gustavus no Derby, enquanto dois irmãos supostamente "perderam vinte e seis mil libras" entre eles, mas "generosamente pagaram a dívida" no vencimento. O Derby de 1821 foi retratado em uma pintura (à direita) do artista francês Théodore Géricault. A cena retratada e dramatizada ocorreu pouco antes do final da corrida, com Gustavus em terceiro lugar, logo atrás do líder Reginald.
Gustavus foi eliminado nas corridas de St. Leger, em 17 de setembro, em Doncaster, que foi vencido pelo potro Jack Spiggot. Poucos dias depois, Gustavus terminou em segundo lugar na potro My Lady, conseguindo 1000 guinéis na Gascoigne Stakes, percorridas o percurso de St. Leger. O terceiro corredor e o favorito das apostas na corrida, um potro chamado Sandbeck, foi desqualificado depois de correr para um poste e cair. Na reunião de Houghton, em 29 de outubro, Gustavus venceu uma prova de 150 quilómetros com o cavalo de Fox, Pancha, e alguns dias depois, Gustavus venceu 200 guinéis depois de derrotar o potro sem nome de Lord Exeter, criado por Androssan em uma corrida de partidas.

### 1822: temporada de quatro anos
Na reunião de Newmarket-Craven em abril, Gustavus venceu a Claret Stakes, de 1600 guinéis, derrotando o potro Carbonaro do duque de Grafton. Poucas semanas depois, na Primeira Reunião da Primavera, Gustavus terminou em terceiro numa corrida ganhando 100 guinéus contra os potros Godolphin e Centaur. Gustavus foi derrotado numa corrida a 6 de maio em Newmarket pelo cavalo de Lord Foley, o sultão. Na primeira reunião de outubro em Newmarket, em 30 de setembro, Gustavus terminou em segundo com o potro Guerilla, do duque de Grafton, nas estacas de julgamento. Guerilla ganhou a corrida pela metade a duração e foi um vencedor inesperado, com um comentarista na Revista Sporting afirmando: "As apostas julgamento, que deveria ter definidos todo o direito corpo, definir todos os errada corpo." Mais tarde, no mesmo dia, Gustavus venceu o potro de Lord Egremont, Black-and-all-Black, em uma corrida de luta. Na segunda reunião de outubro, em 14 de outubro, Gustavus foi o segundo no sorteio dos 50 guinéis para o potro Augusta (vencedor do Epsom Oaks de 1821). Dois dias depois, no início de sua carreira, Gustavus foi colocado na primeira classe das Oatlands Stakes, vencendo a corrida pelo potro Whizgig . Gustavus foi aposentado para procriação no final da temporada de corridas.

## Carreira como garanhão
Gustavus foi aposentado para procriação em 1823, ficando perto de Newmarket, no chalé das seis milhas, por uma taxa de oito soberanos por égua. A sua taxa foi aumentada para 10 guinéis na temporada de reprodução de 1824. Gustavus foi exportado para a Prússia em março de 1836, com 18 anos de idade. Gustavus estava na granja do Barão Maltzahn em Kummerow, onde Bloomsbury ficou até mais tarde com o futuro da sua geração em 1842. Gustavus morreu em 1840. Gustavus não era um garanhão de sucesso, com o potro Forester (vencedor de julho e da Newmarket Stakes) e o potro Chantilly sendo sua única progenitura digna de nota.

## Pedigree
| Pai Election (GB) Chestnut, 1804 | Gohanna 1790        | Mercury                | Eclipse      |
| Pai Election (GB) Chestnut, 1804 | Gohanna 1790        | Mercury                | Tartar Mare  |
| Pai Election (GB) Chestnut, 1804 | Gohanna 1790        | Dundas Herod Mare      | Herod        |
| Pai Election (GB) Chestnut, 1804 | Gohanna 1790        | Dundas Herod Mare      | Maiden       |
| Pai Election (GB) Chestnut, 1804 | Chestnut Skim 1794  | Woodpecker             | Herod        |
| Pai Election (GB) Chestnut, 1804 | Chestnut Skim 1794  | Woodpecker             | Miss Ramsden |
| Pai Election (GB) Chestnut, 1804 | Chestnut Skim 1794  | Milsintowns Herod Mare | Herod        |
| Pai Election (GB) Chestnut, 1804 | Chestnut Skim 1794  | Milsintowns Herod Mare | Young Hag    |
| Mãe Lady Grey Grey, 1806         | Stamford 1794       | Sir Peter Teazle       | Highflyer    |
| Mãe Lady Grey Grey, 1806         | Stamford 1794       | Sir Peter Teazle       | Papillon     |
| Mãe Lady Grey Grey, 1806         | Stamford 1794       | Horatia                | Eclipse      |
| Mãe Lady Grey Grey, 1806         | Stamford 1794       | Horatia                | Countess     |
| Mãe Lady Grey Grey, 1806         | Bourdeaux Mare 1787 | Bourdeaux              | Herod        |
| Mãe Lady Grey Grey, 1806         | Bourdeaux Mare 1787 | Bourdeaux              | Cygnet Mare  |
| Mãe Lady Grey Grey, 1806         | Bourdeaux Mare 1787 | Prophet Mare           | Prophet      |
| Mãe Lady Grey Grey, 1806         | Bourdeaux Mare 1787 | Prophet Mare           | Virago       |

- Gustavus foi consagrado 4 × 4 × 4 × 4 para Herodes e 4 × 4 para Eclipse, o que significa que esses cavalos aparecem quatro e duas vezes, respectivamente, na quarta geração de seu pedigree.